# اغبالو (بني عبد العزيز)
اغبالو هو دُوَّار يقع بجماعة إيونان، إقليم شفشاون، جهة طنجة تطوان الحسيمة في المملكة المغربية. ينتمي الدوّار لمشيخة بني عبد العزيز التي تضم 13 دوار. يقدر عدد سكانه بـ 324 نسمة حسب الإحصاء الرسمي للسكان والسكنى لسنة 2004.

## روابط خارجية
- البوابة الوطنية للجماعات الترابية
- المندوبية السامية للتخطيط